# Coupe de Chypre de football 2012-2013
Navigation
Édition précédente Édition suivante
La Coupe de Chypre de football 2012-2013 est la 71e édition de la Coupe de Chypre, une compétition à élimination directe mettant aux prises des clubs de football professionnels à travers la Chypre. Elle est organisée par la Fédération chypriote de football. 
L'Omonia Nicosie est le tenant du titre. Éliminé 1 - 0 en demi-finale par le futur finaliste AEL Limassol, c'est finalement l'Apollon Limassol qui s'impose 2 - 1 dans cette finale entre clubs de la même ville.

## Résultats

### Premier tour
| Division | Club              | Résultat | Club                    | Division |
| -------- | ----------------- | -------- | ----------------------- | -------- |
| D1       | Alki Larnaca      | 6 – 0    | Akritas Chlorakas       | D2       |
| D2       | Ethnikos Assia    | 0 – 4    | Enosis Neon Paralimni   | D1       |
| D2       | AE Zakakiou       | 0 – 2    | Olympiakos Nicosie      | D1       |
| D2       | AE Kouklion       | 2 – 3ap  | Ethnikos Achna          | D1       |
| D2       | Onísilos Sotíras  | 0 – 2    | Anorthosis Famagouste   | D1       |
| D1       | Doxa Katokopias   | 0 – 1    | Anagennisi Dherynia     | D2       |
| D2       | Othellos Athienou | 1 – 2    | Nea Salamina Famagouste | D1       |
| D2       | Omonia Aradippou  | 0 – 3    | AEK Larnaca             | D1       |
| D1       | Apollon Limassol  | 5 – 0    | APEP Pitsilia           | D2       |
| D1       | APOEL Nicosie     | 8 – 1    | Chalkanoras Idaliou     | D2       |
| D2       | Aris Limassol     | 1 – 3ap  | AE Paphos               | D1       |
| D1       | Ayia Napa         | 2 – 0    | Nikos & Sokratis Erimis | D2       |

### Deuxième tour
| Division | Club                    | Aller | Résultat | Retour  | Club                  | Division |
| -------- | ----------------------- | ----- | -------- | ------- | --------------------- | -------- |
| D1       | Ethnikos Achna          | 0 - 2 | 0 – 4    | 0 - 2   | Omonia Nicosie        | D1       |
| D1       | Ayia Napa               | 0 - 1 | 3 – 1    | 3 - 0   | Anagennisi Dherynia   | D2       |
| D2       | Ermis Aradippou         | 0 - 1 | 0 – 1    | 0 - 0   | Enosis Neon Paralimni | D1       |
| D1       | AE Paphos               | 2 - 2 | 6 – 3    | 4 - 1   | PAEEK Kerynias        | D2       |
| D1       | Anorthosis Famagouste   | 1 - 1 | 3 – 2    | 2 - 1ap | Alki Larnaca          | D1       |
| D1       | AEL Limassol            | 0 - 2 | 3E – 3   | 3 - 1   | APOEL Nicosie         | D1       |
| D1       | AEK Larnaca             | 1 - 0 | 4 – 3    | 3 - 3   | Olympiakos Nicosie    | D1       |
| D1       | Nea Salamina Famagouste | 0 - 1 | 0 – 2    | 0 - 1   | Apollon Limassol      | D1       |

### Quarts-de-finale
| Division | Club                  | Aller | Résultat | Retour | Club                  | Division |
| -------- | --------------------- | ----- | -------- | ------ | --------------------- | -------- |
| D1       | Ayia Napa             | 0 - 2 | 1 – 3    | 1 - 1  | Apollon Limassol      | D1       |
| D1       | Enosis Neon Paralimni | 1 - 1 | 1 – 3    | 0 - 2  | AEK Larnaca           | D1       |
| D1       | Omonia Nicosie        | 4 - 0 | 6 – 0    | 2 - 0  | Anorthosis Famagouste | D1       |
| D1       | AE Paphos             | 1 - 4 | 1 – 7    | 0 - 3  | AEL Limassol          | D1       |

### Demi-finales
| Division | Club             | Aller | Résultat | Retour | Club         | Division |
| -------- | ---------------- | ----- | -------- | ------ | ------------ | -------- |
| D1       | Omonia Nicosie   | 0 - 0 | 0 – 1    | 0 - 1  | AEL Limassol | D1       |
| D1       | Apollon Limassol | 2 - 0 | 3 – 1    | 1 - 1  | AEK Larnaca  | D1       |

### Finale
| Division | Club         | Résultat | Club             | Division | Lieu                    | Date, heure        |
| -------- | ------------ | -------- | ---------------- | -------- | ----------------------- | ------------------ |
| D1       | AEL Limassol | 1 – 2ap  | Apollon Limassol | D1       | Stade Tsirion, Limassol | 22 mai 2013, 19h00 |